# Atomic Heart (videogioco)
Atomic Heart è un videogioco sviluppato dallo studio russo Mundfish e pubblicato da Focus Entertainment, per Microsoft Windows, PlayStation 5, PlayStation 4, Xbox Series X/S, e Xbox One. È uscito  il 21 febbraio 2023.

## Trama
Atomic Heart è ambientato in una realtà alternativa del 1955 dove l'Unione sovietica, grazie al genio talentuoso del dottor Sechenov, ha già inventato Internet (chiamato Kollektiv), un sistema di proiezione olografica e perfezionato la robotica. Il protagonista è P-3, un veterano della seconda guerra mondiale ed ora agente speciale del KGB, affetto però da problemi di memoria.
All'inizio della storia, P-3 viene invitato ad assistere al lancio di Kollektiv 2.0 presso la struttura 3826, ma scopre che i robot sono impazziti e hanno massacrato la maggior parte del personale umano. Sechenov spiega via radio che Viktor Petrov ha sabotato il nodo Kollektiv 1.0 e chiede a P-3 di arrestarlo. Con il suo partner IA CHAR-les (soprannominato "Charles") attaccato al suo guanto, P-3 deve affrontare robot omicidi e esperimenti biomeccanici falliti mentre affronta la crescente follia del luogo.
P-3 rintraccia Petrov e scopre che sta lavorando con un noto chirurgo donna, Filatova. Petrov fugge e viene apparentemente ucciso da un robot. Nel frattempo, il governo sovietico diventa sospettoso su ciò che sta accadendo alla struttura. Un membro del governo, Molotov, minaccia di chiudere il progetto "Atomic Heart" di Sechenov. Charles spiega a P-3 che Sechenov e il governo sono in lotta su chi controllerà il Kollektiv 2.0. Sechenov ordina a P-3 di intercettare Molotov onde fargli credere che nella struttura sia in corso soltanto un'esercitazione militare, ma una volta che P-3 entra in contatto con il politico, perde i sensi e si sveglia per trovare Molotov brutalmente assassinato.
Ben presto P-3 torna a inseguire Petrov, che ha simulato la sua morte grazie a Filatova e ora cerca di far sapere all'Occidente quanto accaduto alla struttura 3826. In alcuni confronti con il protagonista, Petrov cerca di persuaderlo su come Sechenov progetta di schiavizzare il mondo. Dice a P-3 che i robot, ufficialmente ad uso esclusivamente civile, hanno sempre avuto una modalità di combattimento installata in essi. Nel confronto finale sul palcoscenico d'un teatro, Viktor dà quindi a P-3 un paio di anelli e si suicida. Quando Sechenov chiede degli anelli, P-3 mente e conclude che il progetto "Atomic Heart" di Sechenov prevede la distribuzione di robot da combattimento travestiti da robot civili per impadronirsi delle centrali nucleari dell'Occidente. P-3 porta la testa di Petrov in un laboratorio per estrarre i suoi ricordi e quindi il codice che permetta di fermare i robot impazziti nella struttura, ma Filatova distrugge la macchina con una granata mettendo anche fuori combattimento P-3.
Quando P-3 si sveglia, Filatova gli rivela che il Kollektiv 2.0 è un mezzo per controllare mentalmente le persone. Scioccato, P-3 accetta di seguire Filatova in un laboratorio sotterraneo per scoprire la verità da Sechenov. Nel laboratorio, P-3 scopre che Charles non è un'IA, ma la mente di Chariton Zakharov, amico di Sechenov e collega ricercatore presumibilmente assassinato da Sechenov. Usando il nulla osta di sicurezza di Zakharov, scoprono di più del passato di P-3: pochi anni prima, a seguito di una missione di spionaggio finita male, Sechenov per riparare la sua lesione cerebrale, vi installò un impianto polimerico, cancellando i ricordi della sua defunta moglie Ekaterina e dandogli così la capacità di controllarlo. Furioso, P-3 decide di affrontare Sechenov.
Tuttavia, mentre esce dal laboratorio con Filatova, P-3 perde di nuovo conoscenza e si sveglia sotto la cura di Nonna Zina, una attempata e misteriosa donna che aveva incontrato in alcune occasioni nel corso dell'avventura. L'anziana, che si rivela essere sua suocera, rivela che P-3 ha ucciso Filatova mentre era privo di coscienza. A questo punto, P-3 può scegliere di lasciare la struttura 3826 o andare ad affrontare Sechenov, portando la storia a due finali diversi.
Se P-3 sceglie di affrontare Sechenov, va nell'ufficio di quest'ultimo e lui e Zakharov hanno una breve discussione con lo scienziato prima che questi ordini alle robot gemelle di uccidere P-3. Dopo che P-3 sconfigge le guardie di Sechenov, lo scienziato estrae una pistola ma P-3 usa il suo guanto per strappargliela e gli spara nello stomaco. Mentre giace sanguinante sul pavimento, Sechenov rivela che Zakharov ha usato gli impianti polimerici di P-3 per causare i suoi blackout mentali, facendogli uccidere Molotov e Filatova. P-3, resosi conto del doppio gioco di Zakharov, tenta di strapparlo dal suo guanto, ma questi lo fulmina e lo rende inabile prima di fuggire dal guanto in una forma di blob grigio. Zakharov rivela le sue idee di voler essere una creatura che vada al di là della carne e dell'etica umana mentre salta in una vasca di polimero rosso, trasformandosi in un essere umanoide bianco. Zakharov finisce Sechenov rompendogli il collo, per poi fuggire mentre P-3 presumibilmente muore a causa della folgorazione di Zakharov. Quando P-3 si risveglia, si ritrova in una terra fantastica e onirica prima che una delle gemelle scenda su di lui con una mano tesa.

## Modalità di gioco
Atomic Heart è uno sparatutto in prima persona con elementi in stile action RPG, che presenta un sistema di crafting dove è possibile collegare parti di metallo trovate nelle abitazioni o tra i resti dei robot. Durante i combattimenti è possibile attaccare con le armi da fuoco o con quelle ravvicinate, spesso improvvisate tramite il suddetto sistema di crafting, ma il gioco presenta anche un sistema stealth e uno in stile quick time event.

## Sviluppo
Atomic Heart è stato annunciato l'8 marzo 2018.

## Contenuto scaricabile
Atomic Heart ha un DLC chiamato Annihilation Instinct, uscito il 2 agosto 2023. Questa espansione presenta una nuova storia ambientata tre giorni dopo quella del gioco base, nuovi nemici, nuove zone e nuovi poteri, tra cui la Tecno-Statis che permette di manipolare il tempo stesso; è disponibile il New Game+, aggiunta gratuita che permette di ricominciare il gioco in versione più difficile e con nemici più forti, ma anche un arsenale identico a quello ottenuto durante la partita precedente. Arenato nel Complesso Mendeleev e nelle paludi circostanti, il giocatore interpreta ancora il Maggiore P-3 e dovrà scoprire la verità riguardante NORA, l'IA che durante la storia lo aiuta nell'aggiornare le armi.

## Serie
Durante la Summer Game Fest 2025 Mundfish Games ha annunciato un sequel intitolato Atomic Heart 2 e pubblicato il primo trailer. Il sequel attualmente non ha una data di uscita.
Insieme al suo sequel durante la Summer Game Fest 2025 è stato annunciato uno spin-off multiplayer di Atomic Heart intitolato The Cube di cui è anche stato diffuso un trailer. Anche questo spin-off non ha ancora una data di uscita.